# 毛樂禮
毛樂禮（Jose-Antonio Maurellet S.C.）是一名香港的資深大律師，香港大律師公會主席，亦曾任該公會副主席，主要擅长民事訴訟和破產程序。毛樂禮早年就讀法國國際學校，1999年畢業於牛津大學聖埃德蒙學院獲取法律學位，一年後也考獲香港大學法學專業證書。同年，他取得大律師公會的奖学金。2016年，毛樂禮獲取了資深大律師的资格。毛是現任香港大律師公會副主席和監警會成員之一。 
2018年，毛樂禮獲委任為香港高等法院原訟法庭暫委法官。2019年當選為香港大律師公會副主席。2025年當選為香港大律師公會主席。
2024年，10月出席人工智能（AI）與仲裁發展的研討會，他表示，倘若將來有仲裁裁決由AI技術協助撰寫，有關方面必須披露，讓參與仲裁各方知悉。